# فرودگاه شهری گراس له
فرودگاه شهری گراس له (به انگلیسی: Grosse Ile Municipal Airport) یک فرودگاه همگانی بهره‌برداری هوایی است که یک باند فرود بتن دارد و طول باند آن ۱۴۷۷ متر است. این فرودگاه در کشور ایالات متحده آمریکا قرار دارد و در ارتفاع ۱۸۰ متری از سطح دریا واقع شده است.